# Irurita
Irurita es una localidad española de la Comunidad Foral de Navarra perteneciente al municipio de Baztán, situada en el valle del mismo nombre y en la Merindad de Pamplona, y a 55 km de la capital de la comunidad, Pamplona, entre las localidades de Elizondo, Lecároz, Garzáin y Arráyoz.
Con una población de 829 en 2014, es la segunda localidad en número de habitantes de Baztán. Se encuentra a una altitud de 214 m.
Irurita cuenta con varios monumentos megalíticos, como los dólmenes de Argibel, la peña Luurzu y el túmulo prehistórico de Luurzu-Argintzo, los cinco de Urlizte y el de Armatela. En la peña de los Generales se hallan los menhires de Argintzu y Luurzu.
Destacan, además de su  entorno natural, las edificaciones que integran la plaza de la Duquesa de Goyeneche en el centro del pueblo, como la casa de los Gastón de Iriarte, el palacio de Casa Torre o Jauregia, y la casa-palacio de los duques de Goyeneche. A las afueras del pueblo se levanta la construcción más antigua, el palacio Dorrea. Irurita cuenta además con la parroquia del Salvador, la ermita de Santa Bárbara y un puente medieval de ojo único sobre el río Bidasoa.

## Arquitectura

### Casa Palacio Gastón de Iriarte
Típico palacio torreado dieciochesco, con estructura  horizontal y flanqueado por dos torres en su fachada, copia del palacio Iriartea de Errazu y del palacio Reparacea de Oyeregui. Presiden su fachada un escudo rococó entre rocallas y un "Víctor" conmemorativo de un ilustre marino de la familia, don Miguel José Gastón de Iriarte y Elizacoechea (1716-1798), que alcanzó el cargo de Teniente General de la Armada.

### Palacio Jauregia o del Marqués de Casa Torre
Este conjunto arquitectónico, vinculado al título de marquesado de Casa Torre, representa el característico palacio baztanés de cabo armería. A la torre medieval defensiva del siglo XIV, se incorporó un palacio barroco en el siglo XVIII, tal y como se muestra en la actualidad. Los propietarios tienen documentada su titulardad desde 1437. La decoración interior responde principalmente a los siglos XVIII y XIX, y  se han incorporado piezas de arte contemporáneo.

### Palacio de Goyeneche
También llamada en vascuence Indacoechea. Tiene en su frente, además de los escudos en piedra de la familia Goyeneche, dos víctores datados en 1817. Concedidos uno en honor de Don José Manuel de Goyeneche, Teniente General de los Reales Ejércitos y primer Conde de Guaqui y el otro en el de Monseñor José Sebastián de Goyeneche, Obispo de Arequipa y Arzobispo de Lima en el Virreinato del Perú.

### Torre Dorrea
Casa torreada, adscrita a un linaje del Valle, de planta cuadrada, construida en piedra con vanos rectos y ojivales, data del siglo XV. La escalera es exterior y está protegida por un tejadillo. En 2001 fue adquirida por el Ayuntamiento de Baztán. 

### Parroquia del Salvador
Comenzó a construirse en 1739 con los fondos enviados desde el Perú por D. Agustín de Gamio, originario de Baztán. Es de planta de cruz latina, el pórtico abre a las fachadas sur y oeste y tiene campanario con dos cuerpos octogonales. La bóveda es de crucería simple, tiene tres tramos y sobre el crucero se levanta una cúpula rebajada.
El retablo mayor, barroco, del siglo XVIII, con columnas y pilastras corintias de gran tamaño, presenta banco, cuerpo con cinco calles y ático. Alberga la escultura del Salvador a la que flanquean las de san José, san Juan Bautista, san Eutropio y san Francisco Javier.
El retablo lateral del lado del Evangelio, es de estilo rococó,  está dedicado a la Virgen del Rosario, cuya talla es obra del escultor italiano Juan Domingo Olivieri. Fue donado por los hermanos Pedro Francisco y Tomás de Goyeneche. El retablo del lado de la Epístola, también dieciochesco, presenta una Virgen sedente flanqueada por sus padres, san Joaquín y santa Ana.
En 1917 la iglesia fue completamente restaurada y reconstruida su torre y cúpula por María Josefa de Goyeneche y Gamio, duquesa de Goyeneche.  
Es de interés el órgano, construido por "A. Amezua y Cía", de San Sebastián, en 1900. Ofrece la curiosidad de que los 34 tubos de la fachada son de adorno, no emiten sonido.

## Fiestas
Las fiestas son el día de la Ascensión.

## Galería de imágenes

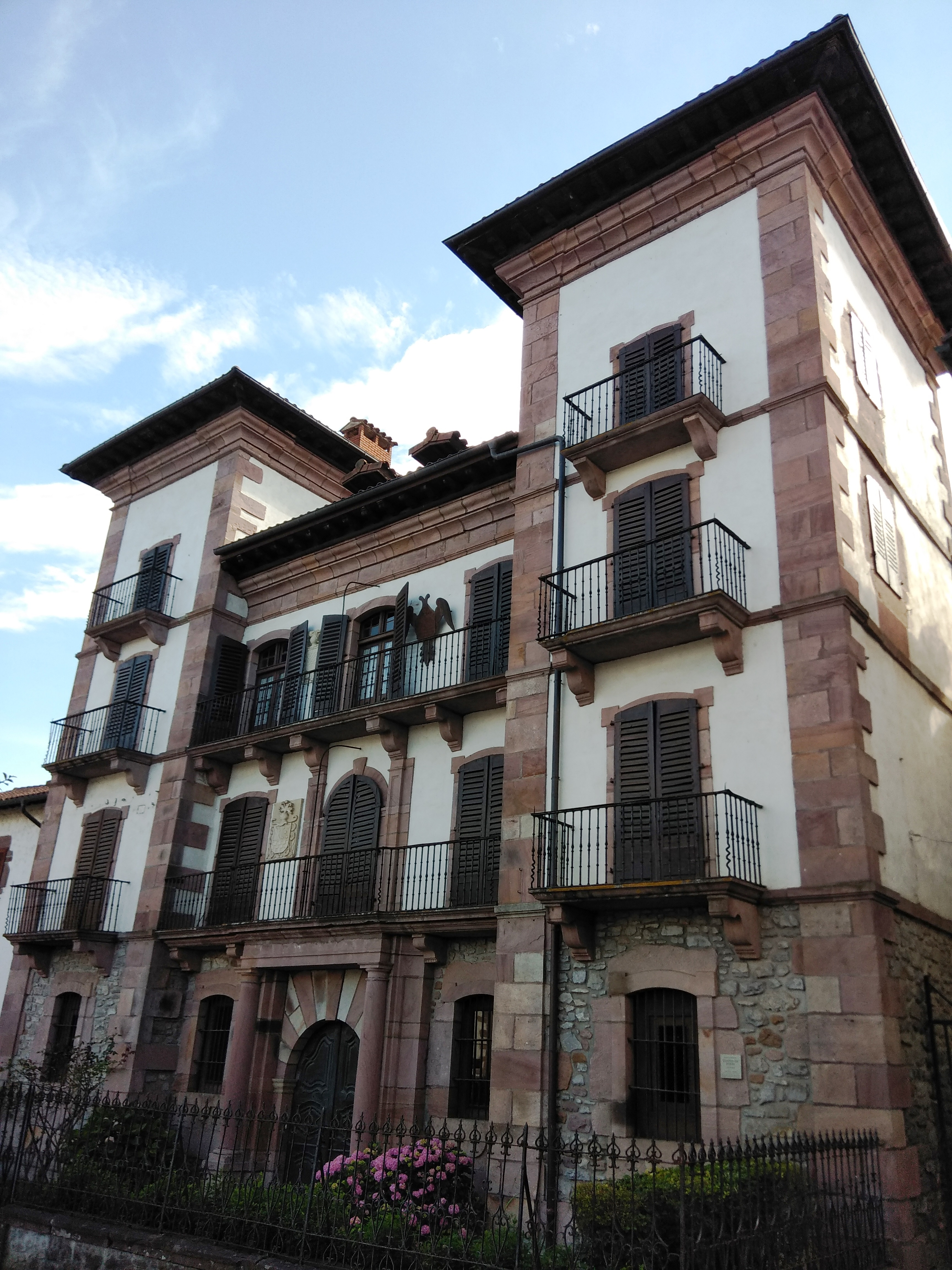
Casa-Palacio Gastón de Iriarte (S. XVIII)
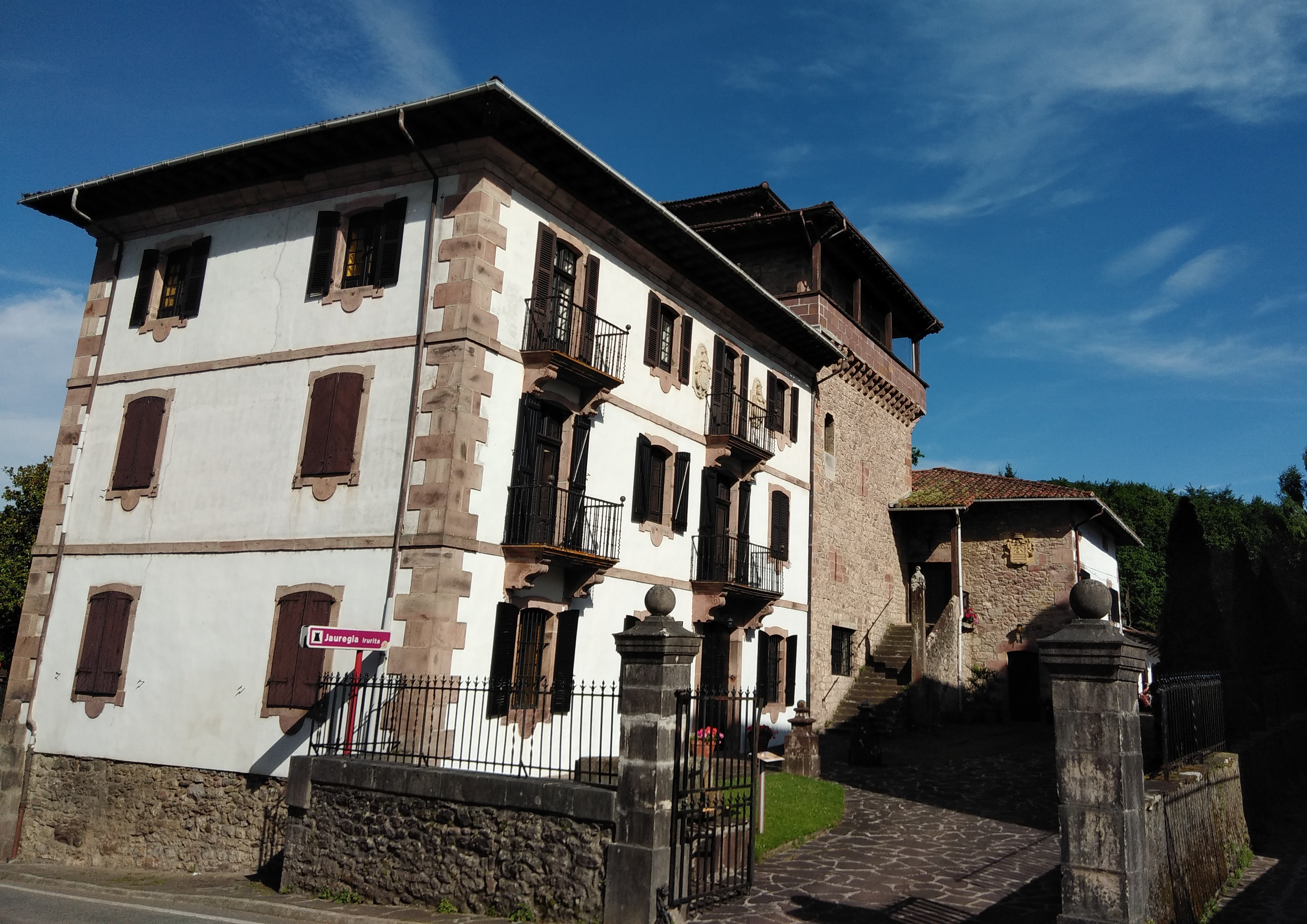
Palacio Jauregia (S. XIV-XVIII)